# O Rebelde (1910)
O rebelde : quinzenario de estudantes começou a ser publicado em 1910, em Lisboa, sob a direção de Cândido Marrecas e José Maria Nogueira. O grande tema abordado é a educação, tocando no ensino científico e docência.